# Röpül az idő…
A Röpül az idő… (You're Gonna Love Tomorrow) a Született feleségek (Desperate Housewives) című amerikai filmsorozat nyolcvannyolcadik epizódja. Az Amerikai Egyesült Államokban először az ABC (American Broadcasting Company) adó vetítette 2008. szeptember 28-án.

## Mellékszereplők
- Joy Lauren - Danielle Katz
- Kathryn Joosten - Karen McCluskey
- Gale Harold - Jackson Braddock
- Kevin Rahm - Lee McDermott
- Tuc Watkins - Bob Hunter
- Stephen Spinella - Dr. Heller
- Hank Stratton - Keith Kavendish
- Brent Kinsman - A kis Preston Scavo
- Shane Kinsman - A kis Porter Scavo
- Thomas Kopache - Raymond
- Christopher Shea - Fotós
- Madison De La Garza - Juanita Solis
- Mason Vale Cotton - M.J. Delfino
- Daniella Baltodano - Celia Solis
- Marie Caldare - Lila Dash
- Kelly Hawthorne - Eladónő
- Julie Wittner - Anyuka (1)
- Tami-Adrian George - Anyuka (2)

## Mary Alice epizódzáró monológja
- A narrátor, Mary Alice monológja az epizód végén így hangzik (a magyar változat alapján):

"Olyan gyorsan elszalad... Egy szempillantás, és az élet, amit ismertünk örökre elmúlik. Mi meg csak állunk ott és magunkat kérdezzük: 

>>A szerelmem hogy hagyhatott el?<< 

>>A szépségem mikor kezdett hervadni?<< 

>>A barátom miért változott meg?<< 

>>A képességeimhez mérten a lehető legjobb anya voltam?<< 

Na persze, vannak emberek, akik tudják, milyen gyorsan múlik az idő. Ezért olyan eltökéltek, hogy megszerezzék, amit akarnak, még mielőtt túl késő lesz."

## Érdekesség
- Míg az első négy évad életszerűen követte az idő múlását - kezdve Mary Alice Young 2004 októberében bekövetkezett halálától 2008-ig - az ötödik évad, kezdve ezzel az epizóddal, már öt évvel a megelőző szezon után, 2013-ban játszódik.
- Ez az első epizód, amelyben Lynette és Tom Scavo gyerekeit (Porter, Preston, Parker és Penny) már új színészek alakítják. Az ikreket Charlie és Max Carver, Parkert Joshua Logan Moore és Pennyt Kendall Applegate játssza.
- Dave Williams (Neal McDonough) valamint Juanita (Madison De La Garza) és Celia Solis (Daniella Baltodano) ebben az epizódban jelenik meg először.
- A sorozat kezdete óta Edie Britt - jelenleg Williams néven - ebben a részben van először ténylegesen férjnél. Korábban eljegyezte magát Karl Mayerrel és Carlos Solisszal is, de végül mindkét férfi elhagyta.
- Edie figyelemfelkeltő kocsimosása az első évad 4. részét (Ki ez a nő?) idézi, melyben Edie hasonlóképp az autóját mosta - kissé hiányos öltözékben -, hogy elcsábítsa Mike Delfinót. Ezúttal a Lila Akác közbe való visszatérését szándékozik közzé tenni - méghozzá sikerrel.

## Epizódcímek szerte a világban
- Angol: You're Gonna Love Tomorrow (Imádni fogod a holnapot)
- Olasz: Il tempo vola (Röpül az idő)
- Francia: Demain ne mourra jamais (A holnap sosem hal meg)
- Német: Die Zeit vergeht (Telik az idő)